# Defensiv design
Defensiv design, en komponents konstruktion, eller arbetet att konstruera en komponent, så att risken för olyckshändelser minimeras. Kranar och kopplingar på sjukhus ska exempelvis vara byggda så det ska vara omöjligt att koppla fel mellan syrgas och andra gaser. Defensiv design är alltså att utgå från Murphys lag – om det finns ett helt felaktigt sätt att göra något på så kommer någon att göra det – och förebygga det genom utformningen.
Exkluderande design kallas ibland också för defensiv design. 